# Radio Taiwán Internacional

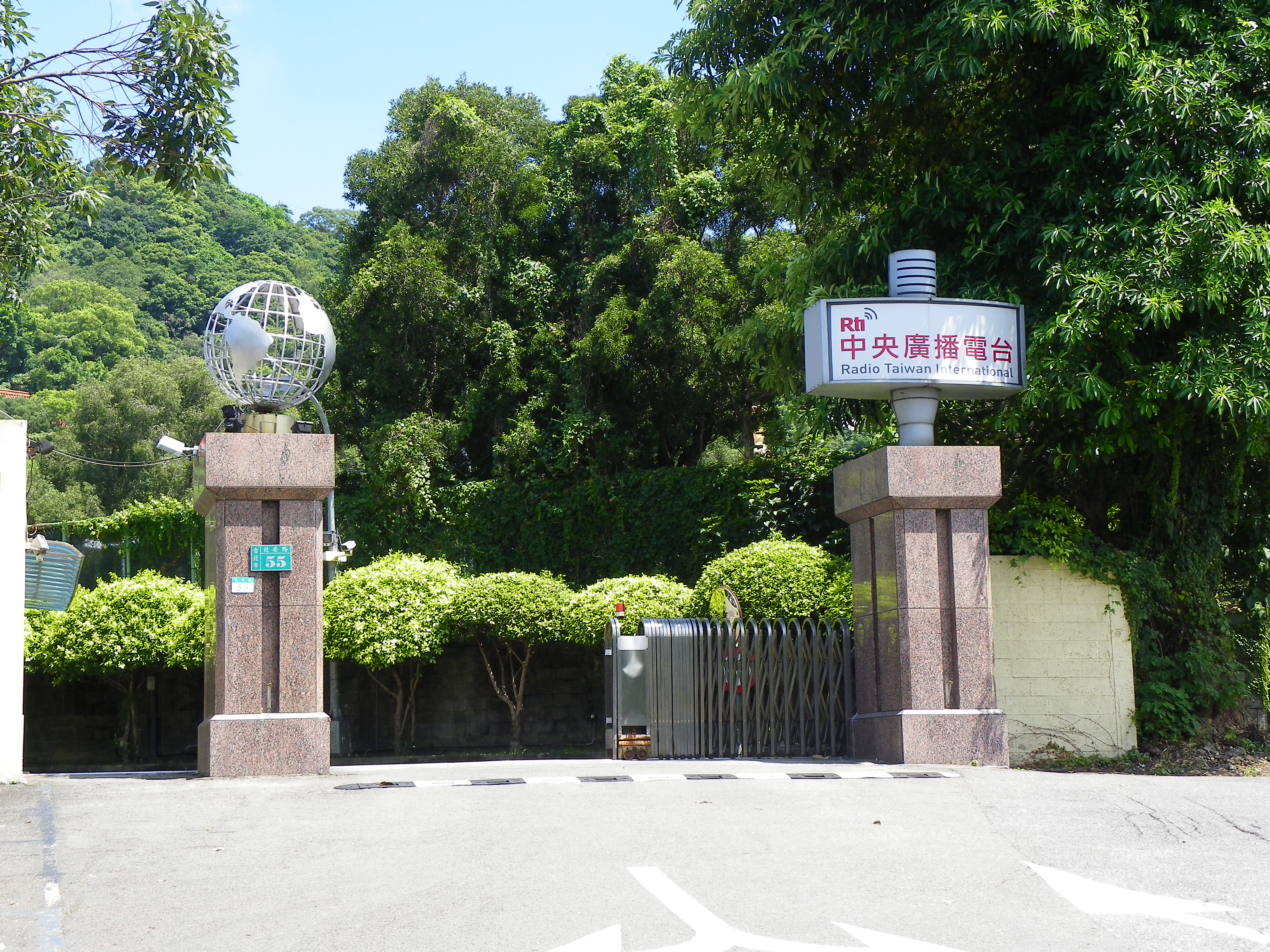
Entrada a los estudios de Radio Taiwán Internacional

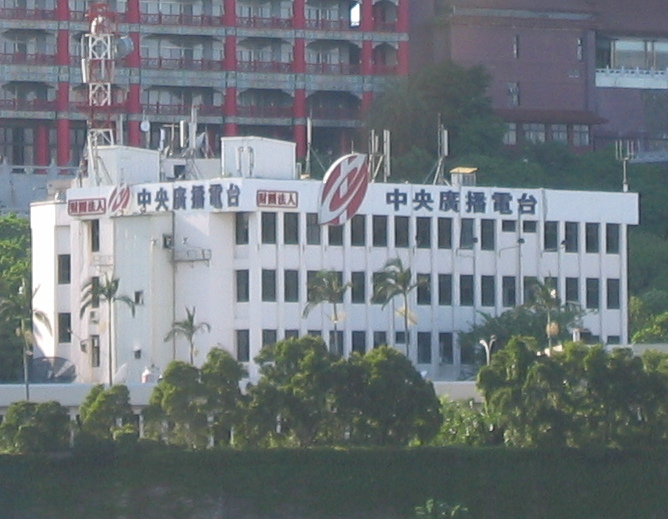
Edificio de RTI en Taipéi

Radio Taiwan International (RTI) es el nombre de la estación de radio llamada Sistema Central de Audiodifusión (Central Broadcasting System, CBS) (chino: 中央廣播電台 Pinyin: Zhōngyāng-guǎngbō-diàntái) de la República de China (Taiwán). Es una estación de radio gubernamental que retransmite en 14 idiomas distintos para todo el mundo.

## Historia
La CBS se fundó en 1928 como la voz del Kuomintang acantonado en Nankín, en la China continental. Durante la segunda guerra sino-japonesa el Kuomintang fue obligado por el avance japonés a trasladar la ubicación de la estación de radio, junto con la capital, en primer lugar a Hankou en la provincia de Hubei y más tarde a Chongqing, en la provincia de Sichuan. 
Después de acabada la Segunda Guerra Mundial, el Kuomintang y el Partido Comunista de China reanudaron la guerra civil. En 1949 la Central Broadcasting System siguió nuevamente al gobierno del KMT cuando este se trasladó a Taipéi, Taiwán.
Las transmisiones internacionales desde Taiwán se transmitieron como La Voz de la China Libre VOFC (Voice of Free China) y desempeñaron un importante esfuerzo entre la disputa que libró el mundo libre en contra del socialismo real maoísta durante la guerra fría. Si bien el Koumingtang representó una dictadura, la VOFC mantuvo el postulado de una china unida en un sistema republicano.
En el año 1998, con las tensiones producidas con la República Popular China y la exclusión de la República de China (Taiwán) de organismos internacionales, el gobierno de la china comunista (república popular China) dejó abierta la posibilidad de incorporar a Taiwán con cierta autonomía como sucedió con Honk Kong. El gobierno de Taiwán elaboró una estrategia de posicionar en sus transmisiones el nombre de Radio Taipéi. Luego, quedando claro el clásico engaño comunista, el gobierno de Taiwán a través de CBS, decidió llamar a sus transmisiones "Radio Taiwan Internacional", evidenciando así la necesidad de postular la isla como un Estado independiente.
El 2018 ha sido un año difícil ya que Radio Taiwán Internacional he tenido que dar fin a las emisiones por onda corta para pasar a informar a través de la página web y la aplicación móvil.
Entre las novedades se encuentra la emisión semanal y en directo del programa "El Cartero" a través de la cuenta oficial de Facebook, con el objetivo de interactuar de manera directa con los amigos oyentes.
La sección española de Radio Taiwán Internacional regresa a la onda corta a partir de la noche del domingo 5 de abril de 2020 en Latinoamérica y lunes 6 en España.
Hay una actualización de la aplicación móvil de RTI «La voz de Taiwán», que incluye mejoras y correcciones de errores menores y se puede descargar en Apple Store, Google Play o haciendo clic en el enlace dentro la página web de la emisora.
La programación completa ha puesto al día en agosto de 2023 y se puede escucharla en la página web.

## Horario y frecuencia de emisión
A partir del 30 de marzo y hasta el 26 de octubre de 2025, las emisiones en español, por onda corta, se pueden sintonizar de este modo:
- 5800  kHz: 01:00 a 01:30 UTC para Suramérica
- 5010  kHz: 02:00 a 02:30 UTC para Centroamérica
- 15770 kHz: 22:00 a 22:30 UTC para España

La emisora transmite por la onda corta los primeros 30 minutos de la programación.
Las emisiones se realiza vía estación de retransmisión WRMI en Okeechobee, Florida en Estados Unidos de América.